# (4236) Lidov
(4236) Lidov ist ein Hauptgürtelasteroid, der am 23. März 1979 von Nikolai Stepanowitsch Tschernych am Krim-Observatorium entdeckt wurde.
Der Asteroid wurde nach dem Astronomen Michail Lwowitsch Lidow (1926–1993) benannt.